# Michaił Kuzniecow (lotnik)
Michaił Wasiljewicz Kuzniecow (ros. Михаил Васильевич Кузнецов, ur. 25 października?/7 listopada 1913 we wsi Agarino w guberni tulskiej (obecnie w obwodzie moskiewskim), zm. 15 grudnia 1989 w Moskwie) – radziecki lotnik wojskowy, generał major lotnictwa, dwukrotny Bohater Związku Radzieckiego (1943 i 1945).

## Życiorys
Od 1921 mieszkał w Moskwie, gdzie w 1930 skończył 7 klas szkoły, później pracował jako elektromonter, w 1933 został funkcjonariuszem Komsomołu. Od lipca 1933 służył w Armii Czerwonej, w 1934 ukończył wojskową szkołę morskich lotników i obserwatorów w Jejsku, był adiutantem eskadry i pomocnikiem dowódcy eskadry w pułku lotnictwa myśliwskiego w Białoruskim Okręgu Wojskowym. We wrześniu 1939 uczestniczył w zajmowaniu przez ZSRR Zachodniej Białorusi, czyli agresji ZSRR na Polskę, a na początku 1940 w wojnie z Finlandią, później służył w Leningradzkim Okręgu Wojskowym i Nadbałtyckim Specjalnym Okręgu Wojskowym. W kwietniu 1941 skończył kursy doskonalenia dowódców eskadr w Lipiecku, po ataku Niemiec na ZSRR jako dowódca eskadry i nawigator (szturman) pułku lotnictwa myśliwskiego walczył na Froncie Północno-Zachodnim, a od sierpnia do grudnia 1941 Leningradzkim.
Od marca do maja 1942 był zastępcą dowódcy pułku lotnictwa myśliwskiego w Arzamasie, następnie dowódcą eskadry w Rybińsku, od czerwca 1942 do maja 1945 dowodził pułkiem lotnictwa myśliwskiego, walcząc na Froncie Kalinińskim (lipiec-wrzesień 1942), Zachodnim (wrzesień-listopad 1942), Południowo-Zachodnim (listopad 1942-październik 1943), 3 (październik 1943-lipiec 1944) i 1 Ukraińskim (lipiec 1944-maj 1945). Brał udział w operacji woroszyłowgradzkiej, bitwie pod Kurskiem, operacji iziumsko-barwienkowskiej, zaporoskiej, dniepropietrowskiej, lwowsko-sandomierskiej, sandomiersko-śląskiej, dolnośląskiej, berlińskiej i praskiej. Wykonał 344 loty bojowe i stoczył 73 walki powietrzne, w których strącił osobiście 21 i w grupie 6 samolotów wroga. Po wojnie był zastępcą dowódcy dywizji lotniczej w Centralnej Grupie Wojsk w Austrii, w 1951 ukończył Akademię Wojskowo-Powietrzną w Monino i został naczelnikiem wojskowej lotniczej szkoły pilotów w Czernihowie, a później szkoły lotniczej w Krzemieńczuku. W latach 1959–1961 był zastępcą dowódcy 69 Armii Powietrznej ds. tyłów w Kijowskim Okręgu Wojskowym w stopniu generała majora lotnictwa, 1961-1969 zastępcą dowódcy 37 Armii Powietrznej ds. tyłów w Północnej Grupie Wojsk w Polsce, 1969-1974 zastępcą dowódcy Sił Powietrznych ds. tyłów w Moskiewskim Okręgu Wojskowym, w lutym 1974 został zwolniony do rezerwy.

## Odznaczenia
- Złota Gwiazda Bohatera Związku Radzieckiego (dwukrotnie - 8 września 1943 i 27 czerwca 1945)
- Order Lenina (8 września 1943)
- Order Czerwonego Sztandaru (czterokrotnie - 26 lutego 1942, 28 lutego 1943, 24 kwietnia 1945 i 3 listopada 1953)
- Order Bohdana Chmielnickiego II klasy (23 września 1944)
- Order Wojny Ojczyźnianej I klasy (11 marca 1985)
- Order Czerwonego Sztandaru Pracy (22 lutego 1968)
- Order Czerwonej Gwiazdy (dwukrotnie - 3 grudnia 1941 i 20 czerwca 1949)
- Medal „Za zasługi bojowe” (3 listopada 1944)

I inne.